# Tensai Okamura
Tensai Okamura (岡村 天斎 Okamura Tensai?), nacido Yutaka Okamura (岡村 豊 Okamura Yutaka?), es un director de anime y animador japonés. Okamura creció en Yokohama, Kanagawa. Es licenciado del departamento de ciencia e ingeniería de la Universidad de Waseda. En 1991, cambió su primer nombre a Tensai.

## Trabajos

### Anime de televisión
- Galactic Patrol Lensman (1984, animación in-between)
- Yawara! (1989, supervisión de episodios y storyboards)
- Blue Seed (1994, animación clave)
- Neon Genesis Evangelion (1995, dirección de episodios, storyboards y animación clave)
- Cowboy Bebop (1998, storyboards)
- Medabots (1999, director, dirección de episodios y storyboards)
- Jinzō Ningen Kikaider: The Animation (2000, director, dirección de episodios, storyboards)
- Full Metal Panic! (2002, storyboards y dirección de episodios)
- RahXephon (2002, storyboards)
- Wolf's Rain (2003, director, storyboards, dirección de episodio)
- Samurai Champloo (2004, storyboards)
- Ghost in the Shell: Stand Alone Complex 2nd Gig (2004, storyboards)
- Emma (2005, storyboards)
- Ouran High School Host Club (2006, storyboards)
- Project Blue Chikyū SOS (2006, director)
- Darker than Black (2007, director, concepto original, composición de serie)
- Soul Eater (2008, storyboards, dirección de episodios, storyboards y dirección de segunso tema de apertura)
- Nijū Mensō no Musume (2008, storyboards)
- Real Drive (2008, storyboards)
- Kannagi (2008, storyboards)
- Canaan (2009, storyboards)
- Darker Than Black: Ryūsei no Gemini (2009, director)
- Ao no Exorcist (2011, director)
- Hanasaku Iroha (2011, storyboards)
- Guilty Crown (2012, storyboards)
- Tari Tari (2012, storyboards)
- Sword Art Online (2012, storyboards)
- Vividred Operation (2013, guion)
- Nagi no Asukara (2013, storyboard)
- Sekai Seifuku: Bōryaku no Zvezdā (2014, director, composición de serie)
- Nanatsu no Taizai (2014, director)
- Kuromukuro (2016, director)

### Películas de anime
- SF Shinseiki Lensman (1984, animación in-between)
- Kamui no Ken (1985, animación in-between)
- Neo Tokyo (1986, animación in-between)
- Toki no Tabibito: Time Stranger (1986, animación in-between)
- Wicked City (1987, animación clave)
- Ginga Eiyuu Densetsu: Waga Yuku wa Hoshi no Taikai (1988, animación clave)
- Mi vecino Totoro (1988, animación clave)
- City Hunter: La ciudad portuaria en guerra (1990, animación clave)
- Urusei Yatsura: Itsudatte My Darling (1991, animación clave)
- Hashire Melos! (1992, animación clave)
- Ninja Scroll (1993, animación clave)
- Ghost in the Shell (1995, animación clave)
- Memories Episodio 2: Stink Bomb (1995, director)
- The End of Evangelion (1997, animación clave de #25)
- Jin-Roh (2000, animación clave)
- Cowboy Bebop: Knockin' on Heaven's Door (2001, storyboards, animación clave, coordinador de dirección de animación)
- Naruto: Dai katsugeki! Yuki Hime Shinobu Hōjō Dattebayo!! (2004, director)
- Naruto: Daigekitotsu! Maboroshi no Chiteiiseki Dattebayo (2005, animación clave)

### OVA
- Junk Boy (1987, animación clave)
- Hi no Tori: Uchuu-hen (1987, animación clave)
- Makai Toshi: Shinjuku (1988, animación clave)
- Goku Midnight Eye (1989, dirección de animación, animación clave)
- Cyber City Oedo 808 (1990, animación clave)
- Mobile Suit Gundam 0083: Stardust Memory (1991, animación clave)
- Darker Than Black: Gaiden (2010, director, escritor)

### Videojuegos
- Tales of Destiny (1997, dirección de animación de opening)
- Tales of Phantasia (1998, dirección de animación de opening)
- Wild Arms: 2nd Ignition (1999, dirección de animación de opening)